# Macrocystidia
Macrocystidia là một chi nấm trong họ Marasmiaceae, thuộc bộ Agaricales. Chi này bao gồm năm loài, phân bố rộng rãi trên toàn thế giới.